# أوكتاف أوبري
أوكتاف أوبري (بالفرنسية: Octave Aubry) (1 سبتمبر 1881، الدائرة الرابعة في باريس في فرنسا - 27 مارس 1946، باريس في فرنسا)؛ شاعر، مؤرخ وروائي فرنسي.